# Albert Pierrepoint
Albert Pierrepoint (30 de marzo de 1905 - 10 de julio de 1992) fue un verdugo británico. Ejecutó entre 435 y 600 personas en una carrera de 25 años que terminó en 1956. Su padre Henry Pierrepoint y su tío Thomas fueron verdugos oficiales antes que él.
Pierrepoint nació en Clayton en el West Riding de Yorkshire. Su familia tuvo problemas económicos debido al consumo excesivo de alcohol y empleo intermitente de su padre. Pierrepoint supo desde temprana edad que quería convertirse en verdugo, y fue contratado como asistente del verdugo en septiembre de 1932, a los 27 años. Su primera ejecución fue en diciembre de ese año, junto a su tío Tom. En octubre de 1941 llevó a cabo su primer ahorcamiento como verdugo principal.
Durante su oficio ahorcó a 200 personas que habían sido condenadas por crímenes de guerra en Alemania y Austria, así como a varios asesinos de alto perfil—incluidos Gordon Cummins (el Destripador del apagón), John Haigh (el asesino del baño en ácido) y John Christie (el estrangulador de Rillington Place). Realizó varias ejecuciones polémicas, incluidas las de Timothy Evans, Derek Bentley y Ruth Ellis; y ejecuciones por alta traición como—William Joyce (también conocido como Lord Haw-Haw) y John Amery—  También por perfidia con el ahorcamiento de Theodore Schurch.
Uno de los episodios más famosos en la vida del verdugo sucedió el 13 de diciembre de 1945, cuando viajó a Alemania para ejecutar a la llamada ‘Bestia de Belsen’, Josef Kramer, quien fue comandante del campo de concentración de Bergen-Belsen y previamente había colaborado en Auschwitz.
La ejecución incluyó a otros 12 oficiales nazis, una de ellas, Irma Grese, famosa por torturar con un látigo a los prisioneros judíos mientras caminaban rumbo a la cámara de gas.
En 1956, Pierrepoint estuvo involucrado en una disputa con un alguacil sobre el pago, lo que lo llevó a retirarse del oficio. Tras retirarse, se hizo dueño de un pub en Lancashire desde mediados de la década de 1940 hasta la de 1960. Escribió sus memorias en 1974 en las que llegó a la conclusión de que la pena capital no era un elemento disuasorio. Abordó su tarea con seriedad y dijo que la ejecución era «sagrada para mí». Su vida ha sido incluida en varias obras de ficción, como la película Pierrepoint, estrenada en 2005, en la que fue interpretado por Timothy Spall.

## Biografía

### Primeros años

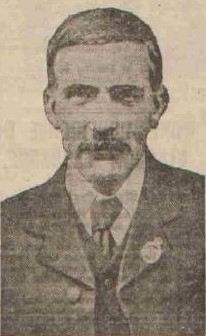
Henry, el padre de Albert

Albert Pierrepoint nació el 30 de marzo de 1905 en Clayton, en el West Riding de Yorkshire. Fue el tercero de cinco hijos y el primer hijo varón de Henry Pierrepoint y su esposa Mary. Henry tenía una serie de trabajos, incluido el de aprendiz de carnicero, fabricante de zuecos y cargador en un molino local, pero el empleo era principalmente a corto plazo. Con empleos intermitentes, la familia a menudo tenía problemas económicos, agravados por el consumo excesivo de alcohol de Henry. Desde 1901, Henry había estado en la lista de verdugos oficiales. El puesto era a tiempo parcial, el pago se hacía solo por ahorcamientos individuales, en lugar de un estipendio o salario anual, y el puesto no incluía ninguna pensión.
Henry fue eliminado de la lista de verdugos en julio de 1910 después de llegar ebrio a una prisión el día antes de la ejecución y reprender excesivamente a su asistente. Thomas, el hermano de Henry, se convirtió en verdugo oficial en 1906. Pierrepoint no se enteró del trabajo anterior de su padre hasta 1916, cuando las memorias de Henry se publicaron en un periódico. Influenciado por su padre y su tío, cuando le pidieron en la escuela que escribiera sobre qué trabajo le gustaría cuando fuera mayor, Pierrepoint dijo que «Cuando salga de la escuela me gustaría ser verdugo público como lo es mi papá, porque se necesita un hombre firme y con buenas manos como mi papá, mi tío Tom y yo seré como ellos».